# Ligne de Castelsarrasin à Beaumont-de-Lomagne
La ligne de Castelsarrasin à Beaumont-de-Lomagne est une ligne ferroviaire française du département de Tarn-et-Garonne, qui relie la gare de Castelsarrasin à celle de Beaumont-de-Lomagne.
Elle constitue la ligne 649 000 du réseau ferré national.
La ligne qui est actuellement peu utilisée (uniquement du fret) pourrait rouvrir au service voyageurs à la suite des États généraux du rail et de l’intermodalité de la région Occitanie. Le trafic Fret s'arrête cependant sur une grande partie de la ligne au début de l'année 2020.

## Histoire

### Premiers projets
Le passage d'une ligne de chemin de fer par la Lomagne remonte aux premières études sur le Grand-Central, point que rappelle une pétition, adressée le 26 mai 1870 au préfet de Tarn-et-Garonne, en insistant sur les richesses de la région et notamment les atouts de Beaumont avec ses foires et marchés, ses tanneries et sa fabrique de toiles. Quelques années plus tard, en 1873, c'est un projet de chemin de fer d'intérêt local de Castelsarrasin à Gimont, sur la Gimone, dans le département du Gers qui provoque des réactions enthousiastes. Le conseil général de Tarn-et-Garonne vote un crédit de 15 000 francs par kilomètre à ajouter à l'aide prévue de l'État. Les communes aussi sont sollicitées et dans les deux départements elles sont nombreuses à voter leur accord pour une petite subvention, même si pour certaines c'est une occasion d'accompagner cela d'une demande annexe comme la réalisation d'un chemin. Une étude de tracé de la ligne comptabilise que ce projet concerne une population de 23 973 habitants sur le Tarn-et-Garonne et 17 627 habitants sur le Gers. Mais, le 13 janvier 1874, un courrier du préfet du Gers informe son collègue de Tarn-et-Garonne que le conseil général a pris la décision d'ajourner ce projet.

### Plan Freycinet: Castelsarrasin à Lombez
Le projet d'une ligne dans la vallée de la Gimone réapparaît en 1878 lors de la préparation de ce qui deviendra le « plan Freycinet ». Le 10 novembre 1878, le conseil municipal de Beaumont-de-Lomagne délibère sur le sujet et exprime l'espoir d'une prise en considération des intérêts économiques de la région par le ministre permette de mettre dans un temps proche la mise en route des études pour ce chemin de fer. Le préfet reçoit le 16 décembre 1878 une lettre du ministre qui indique : « J'ai l'honneur de vous faire savoir que j'ai compris dans le projet de loi présenté à la Chambre des députés le 4 novembre dernier... une ligne de Castelsarrasin à Lombez ». Dans ce projet de 154 voies nouvelles la ligne de Castelsarrasin à Lombez porte le numéro 144. Dans la loi du 17 juillet 1879, qui classe 181 lignes de chemins de fer dans le réseau des chemins de fer d'intérêt général, la ligne « Castelsarrasin à Lombez » est classée au numéro 170.
Cette ligne a été déclarée d'utilité publique le 3 août 1881. Elle est concédée à titre définitif à la Compagnie des chemins de fer du Midi et du Canal latéral à la Garonne par une convention signée entre le ministre des Travaux publics et la compagnie le 9 juin 1883. Cette convention est approuvée par une loi le 20 novembre suivant. La convention prévoyait aussi la concession à titre éventuel d'une ligne de Beaumont-de-Lomagne à Gimont.
Le prolongement de Beaumont-de-Lomagne à Gimont est déclaré d'utilité publique par une loi le 1er janvier 1904 qui rend sa concession définitive (Jamais terminé, il est déclassé par une loi du 30 novembre 1941).

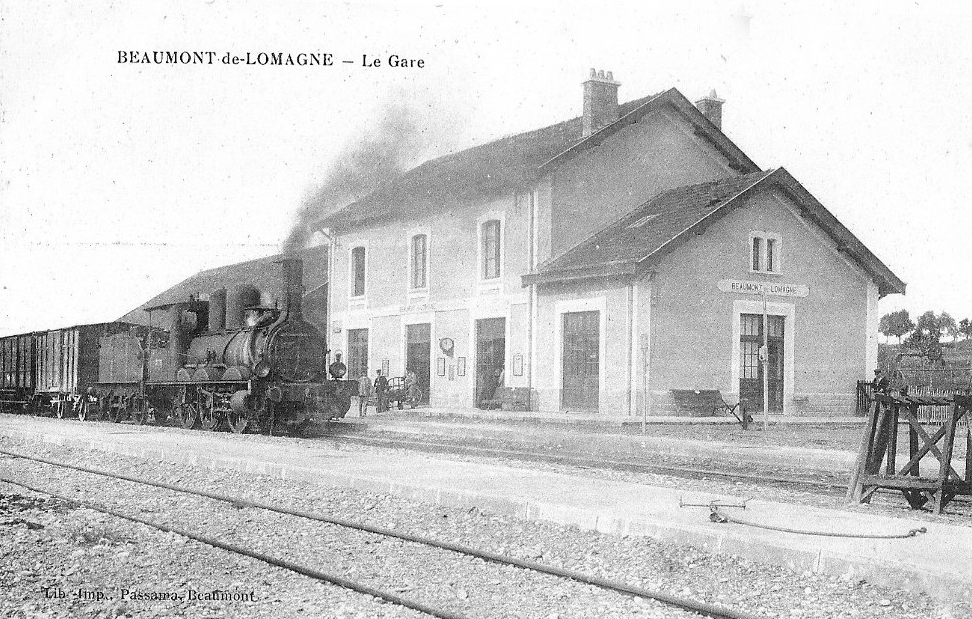
La gare de Beaumont-de-Lomagne vers 1910.

La ligne à voie unique longue de 25,730 km est mise en service le 9 octobre 1904 par la Compagnie du Midi. Outre les gares d'extrémités, de Castelsarrasin et Beaumont, elle dispose de quatre stations intermédiaires : Belleperche, Labourgade, Larrazet et Sérignac,.
En 1925, le conseil général réclame le rétablissement du troisième train quotidien, qui existait avant la Première Guerre mondiale. Mais la demande est rejeté par le Ministre des travaux publics qui indique avoir fait procéder à une nouvelle étude qui confirme les conclusions de la première.
Au début des années 2010, la ligne jugée en mauvais état et insuffisamment rentable est menacée de fermeture. Réseau ferré de France (RFF) annonce officiellement ce projet au début du mois de septembre, en intégrant la voie, utilisée uniquement pour le transport de céréales et d'engrais, dans une liste de petites lignes voyageurs. Ce communiqué fait réagir le maire de Beaumont-de-Lomagne, Jean-Luc Deprince, qui rappelle que l'entretien est moins couteux sur une ligne utilisée uniquement par des trains de fret et que le transfert sur la route représente plusieurs centaines de camions, car la société Maisagri-Duran et la coopérative Qualisol utilisent le rail pour un gros tonnage. Qualisol fait circuler dix trains de céréales en moyenne chaque année, ce qui représente en cas de transfert routier un équivalent de 500 camions.

### Régénération de la ligne
Après la remise en état de l'infrastructure, Réseau ferré de France charge, le 11 octobre 2013, le groupement Egenie / Sferis de la responsabilité de Prestataire de gestion d'infrastructure (PGI) de la ligne qui est exploitée sous le régime de la Voie unique à trafic restreint (VUTR). C'est la société Sages Rail qui est chargée (par le PGI) de la responsabilité de la sécurité ferroviaire de la ligne. La circulation restera néanmoins très faible sur cette ligne.

### Arrêt de la circulation
La circulation est coupée et la ligne condamnée à partir des silos de Belleperche (PK 194,73) au début de l'année 2020. Le trafic est définitivement impossible en juin 2025 avec la suppression d'un passage à niveau sur la route départementale 813 à Castelsarrasin au début de la ligne. La ligne apparaît toujours dans son intégralité sur la carte de SNCF Réseau en avril 2025.

## Caractéristiques

### Tracé
C'est une ligne à voie unique non électrifiée au profil moyen, les déclivités atteignent 10 ‰. Elle ne comporte pas de signalisation et est exploitée sous le régime des voies uniques à trafic restreint.

### Ligne
Les 26 kilomètres de la ligne, entre les gares de Castelsarrasinn et de Beaumont-de-Lomagne, constituent la section élémentaire n° du réseau ferré national.
- C'est une ligne ouverte uniquement au transport de marchandises[18].
- Les charges admissibles pour le transport de fret sont de 22,5 t/essieu[19].
- La classification de l'armement de la voie (groupes Demaux) est du groupe 4 (haute) sur les tronçons de ses extrémités, à Castelsarrasinn et de Beaumont-de-Lomagne, et du groupe 3 (haute) sur le reste du parcours[20].

La vitesse maximum des trains ne dépasse pas les 70 km/h.

### Gares
Les gares de Sérignac et Beaumont-de-Lomagne disposent de voies de service opérationnelles. Beaumont-de-Lomagne dispose d'une cour de marchandises qui n'est pas régulièrement utilisée.

### Installations terminales embranchées (ITE)
Les gares de Castelsarrasin et Beaumont-de-Lomagne gèrent chacune trois ITE.

### Passages à niveau
La ligne compte de nombreux passages à niveau sans barrières ni feux, dont huit pour la seule commune de Sérignac.